# Schoenus cygneus
Schoenus cygneus là loài thực vật có hoa trong họ Cói. Loài này được (Nees) Nees miêu tả khoa học đầu tiên năm 1846.